# Roving
Roving (z angl.: provazec, přást) je svazek nekonečných textilních vláken bez zákrutu (nebo s minimálním zákrutem) s tloušťkou větší než 68 tex. (Jemnější svazky nekonečných vláken jsou filamenty).

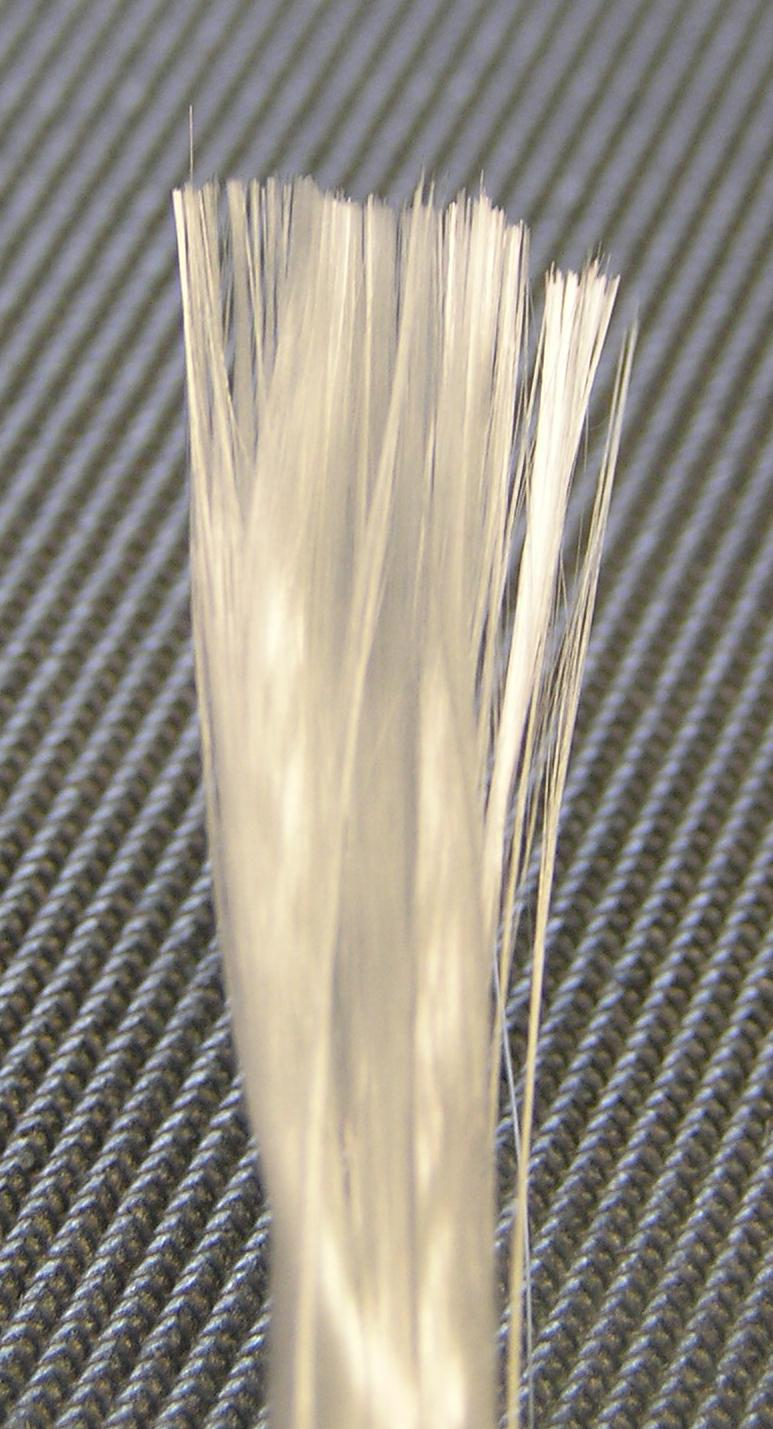
Roving ze skleněných filamentů

## Druhy a označení rovingů
Rovingy se vyrábí ze všech vláken z vysokou pevností, především ze skla, aramidu, uhlíku a čediče.
Jemnost rovingu se v praxi obvykle označuje vedle jemnosti filamentů také celkovým počtem filamentů v tisících (1000 filamentů = 1k). Běžně se dodávají tloušťky 1k, 3k, 6k, 12k, 24k.
Jemnost jednotlivých filamentů se udává v decitexech. Např. uhlíkový roving 12k má celkovou jemnost 8000 dtex, tj. 0,67 dtex × 12 000.
Hybridové rovingy sestávají z filamentů z rozdílných materiálů. Většinou se směsují vlákna s vysokou pevností s termoplastickými vlákny. V závislosti na objemovém podílu vláken se mohou hybridové rovingy zpracovávat i bez přídavku matricového materiálu, který je zde nahrazen termoplastickými vlákny.
Jiná možnost zhotovení hybridových rovingů je povrstvení termoplastickým práškem.

## Vlastnosti
Roving má v podélném směru vysokou pevnost a tuhost. Po mechanické stránce se jedná o unidirekcionální vrstvu, která má v příčném směru jen malou pevnost.
Pevnost a tuhost paralelně natažených rovingů je proto vyšší než u tkanin (nebo pletenin) ze stejného materiálu, kde jsou rovingy zvlněné a vlákna komplexně zatížena.
Pevnost rovingu se zvyšuje v laminátu – u rovingu ze skleněných vláken o 40 % a z uhlíkových vláken o 50–80 %.

## Použití rovingů
- navíjením rovingu napuštěného pryskyřicí na smrštitelný buben nebo trn, na kterém se vytvrzuje impregnace při vysoké teplotě za stálého otáčení. Kompozity se používají např. na roury a nádrže[3]
- pultruzí, tj. tažením rovingu (spolu s jinými textilními výztužemi) agregátem na kontinuální nanášení a vytvrzování pryskyřice a řezání hotových kompozitových dílů. Vyrábí se ve velkém rozsahu tvarů a velikostí s mnohostranným použitím.
- sekané (chopped) rovingy na netkané textilie, ze kterých se zhotovují rohože k vyztužování kompozitů[4]

Sekané rovingy se také předkládají jako výchozí materiál při výrobě metodou Sheet Molding Compound, Bulk Molding Compound nebo LFT
- Paralelně ukládané rovingy (angl: non crimp fabric (NCF), něm. Gelege[6] se obvykle zpracovávají jako netkané textilie jednosměrně nebo vícesměrně (multiaxial) ukládané, s fixací polohy řídce zanášeným útkem a propletené tenkou nití.
- Tkané rovingy[7] se používají hlavně jako výztuž u ručně kladených velkoplošných kompozitů, např. na čluny, části automobilů a pod.

- Splétané rovingy slouží k vyztužení kompozitů hadicového tvaru

U pneumatikových plášťů a hnacích řemenů se rovingy používají ke zpevnění základního elastického materiálu.

## Kompozity s rovingovou výztuží
Konstrukční díly, které jsou převážně zatěžovány v jednom směru, se mohou zhotovovat z rovingů. Na základě orientace vláken se zde mluví o unidimenzionální vrstvě. Příklady těchto dílů: listová péra, listy rotorů, nosníky křídel.
Jako lokální zpevnění se rovingy dají použít v hnacích řemenech. Uplatňují se také k lokálnímu zpevnění a vyztužení výkrojků a kol. Důležité je také použití k okrouhlému armování konstrukčních dílů např. u rychloběžných částí, u tlakových nádrží a betonových vzpěr.
Roving může ve formě smyčky sloužit k zavedení soustředěných tažných sil do konstrukčního dílu. Ve formě pásma se najde v nosných lanech a kabelech např. při stavbě mostů. Z aramidových rovingů se vyrábí lana s vysokým dynamickým zatížením.